# Architecture Art déco à Liège

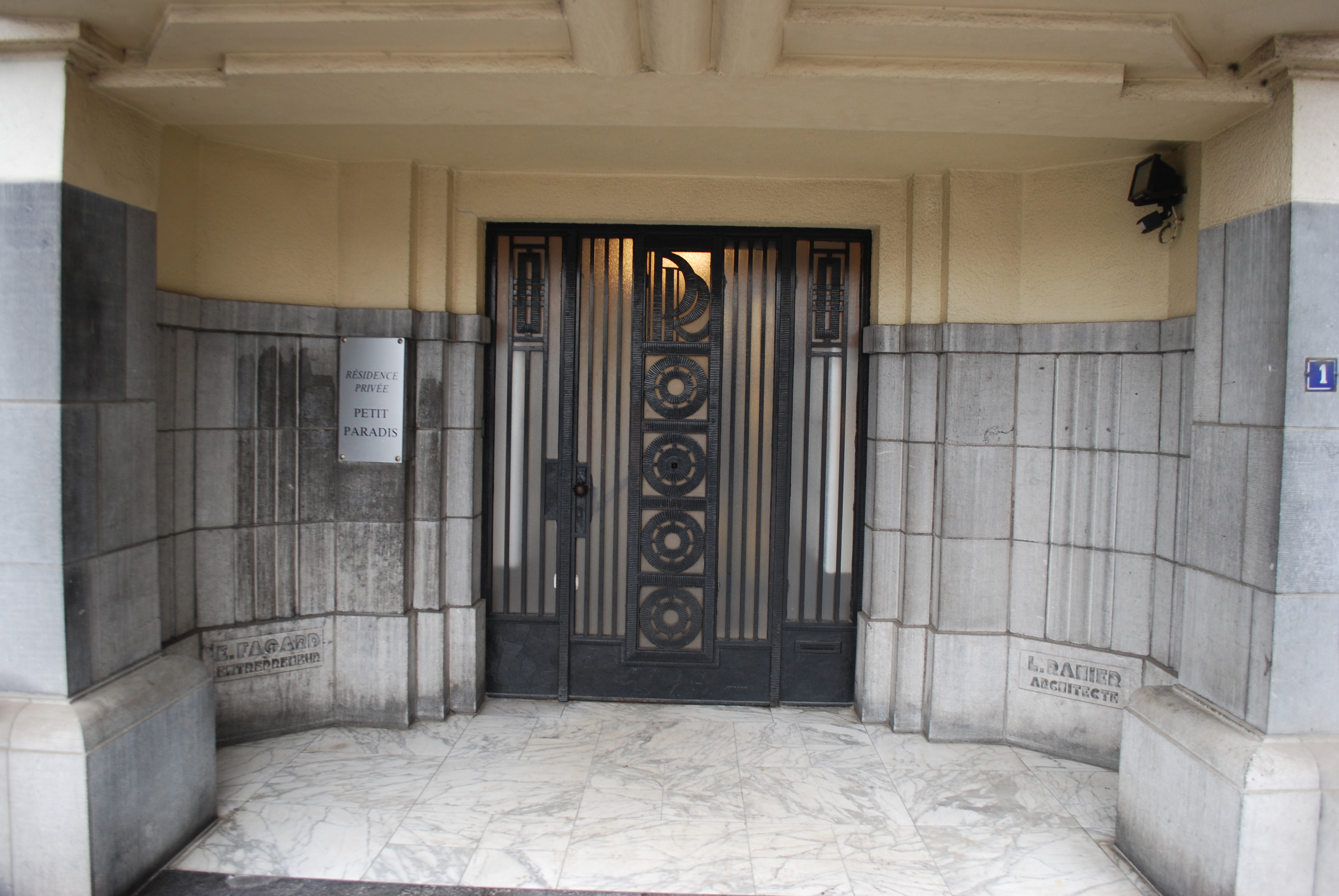
Entrée du Petit Paradis, Quai de Rome

Cet article recense les principaux immeubles de style Art déco de la ville belge de Liège.

## Historique
La ville de Liège compte plus de 200 immeubles construits entre la fin du XIXe siècle et le début de la Première Guerre mondiale dans le style en vogue à cette époque : le style Art nouveau.
L'Art déco apparaît en Belgique immédiatement après la Première Guerre mondiale lorsque Victor Horta entame en 1919 la conception du palais des beaux-arts de Bruxelles. Ce style est contemporain du Modernisme. Plusieurs immeubles sont le résultat d'une influence entre ces deux styles. Les villes de Liège et de Charleroi deviennent les communes wallonnes comptant le plus de constructions du style Art déco.

## Description et situation
À Liège, ce style apparaît sous la forme de maisons individuelles mais aussi d'immeubles à appartements ou de salles de spectacles. La commune de Liège possède une quarantaine de ces immeubles répertoriés à l'inventaire du patrimoine culturel immobilier de Wallonie et certains sont classés. La plus importante concentration d'immeubles Art déco se situe dans le quartier des Vennes, en rive droite de l'Ourthe juste avant sa confluence avec la Meuse. Les rues les plus représentatives de l'art déco dans ce quartier sont les rues de Chaudfontaine et de Paris. Parmi les grands immeubles à appartements de ce quartier des Vennes, certains ont été réalisés dans un style moderniste teinté d'éléments Art déco. Sur la rive opposée de l'Ourthe, on peut voir un ensemble homogène de 14 immeubles construits le long du quai du Condroz entre 1930 et 1935. Une petite dizaine de ces immeubles ont été réalisées par l'architecte Gabriel Debouny. Parmi les autres architectes liégeois actifs dans la réalisation de ces immeubles de style Art déco, on peut citer Louis Rahier, Marcel Chabot, A. Lobet, J. Bourguignon, L. Mottart, Ch. Falisse, P. Salée et Urbain Roloux.
Comme partout dans le monde, les constructions de style Art déco cessent avec le début de la Seconde Guerre mondiale.

## Liste des immeubles Art déco
Liste non exhaustive des immeubles Art déco ou en comportant certains éléments.

### Centre de Liège
- Boulevard d'Avroy no 7 et Rue Hazinelle no 10, immeuble de coin à appartements
- Rue de Campine nos 21, 74, 120 à 126 et 152
- Place Cockerill no 14 et Rue de l'Étuve no 22, immeuble de coin à appartements
- Féronstrée nos 75-77
- Rue Florimont no 6
- Rue Fond-Pirette no 169
- Rue Grandgagnage no 35, immeuble à appartements
- Rue Jonfosse nos 52-54-56, immeubles à appartements
- Passage Lemonnier, partie centrale  Patrimoine classé
- Rue Lulay-des-Fèbvres no 6, salle Le Trocadero
- Rue Maghin nos 6, 8 et 10
- Rue Mathieu Laensbergh no 6
- Rue du Mouton Blanc, salle Le Churchill  Patrimoine classé
- Rue Nysten no 7 (1928) et no 32
- Rue Pont d'Avroy no 14, salle Le Forum (1921-1922)  Patrimoine classé
- Rue Pont d'Avroy no 20
- Rue Pouplin nos 5 et 11
- Place Saint-Christophe no 17
- Rue Saint-Gilles nos 6 et 71
- Rue Sainte-Marie no 10 (1932)
- Place Vivegnis nos 6-8, ancien magasin de l'Union coopérative

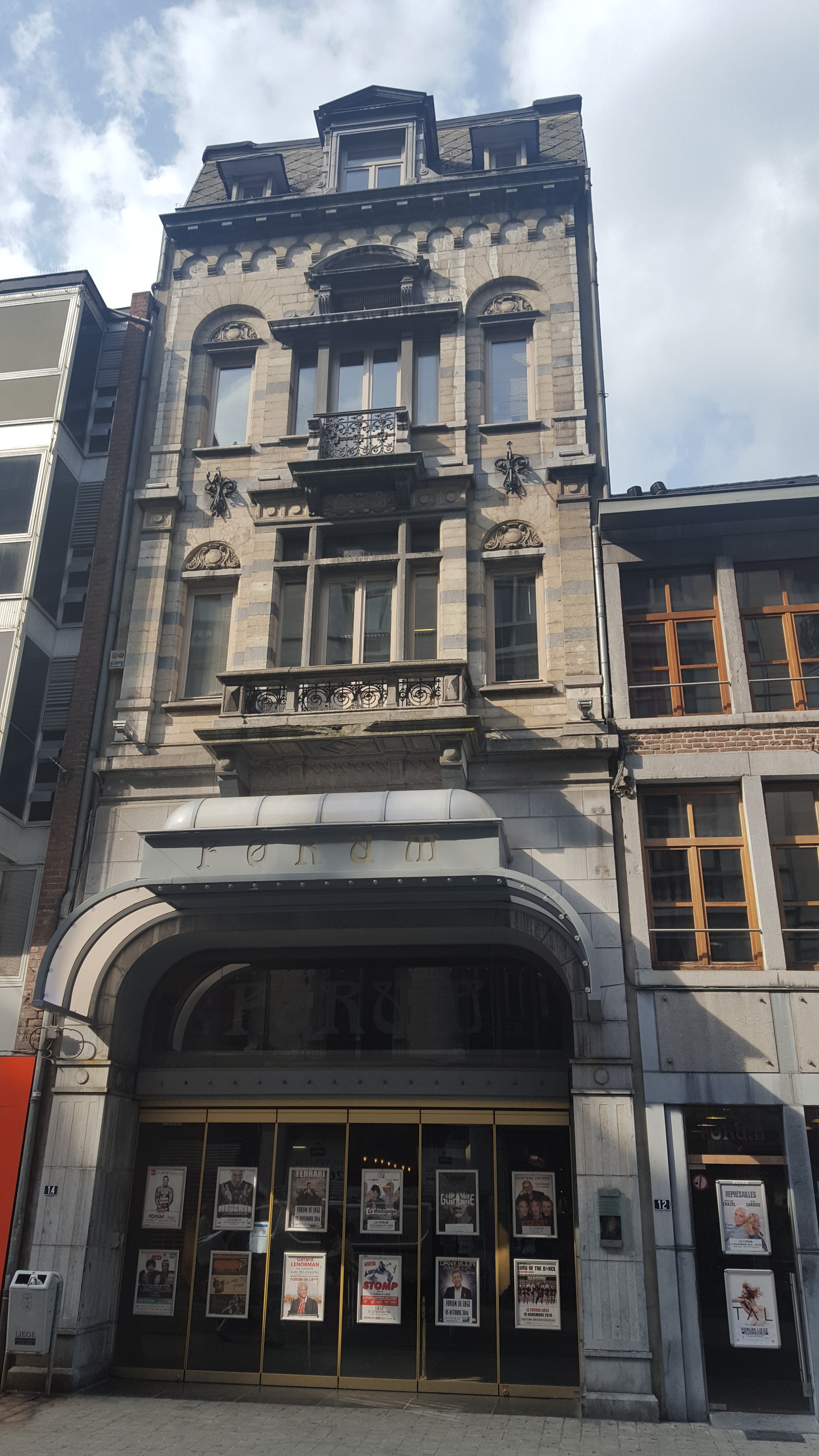
Le Forum
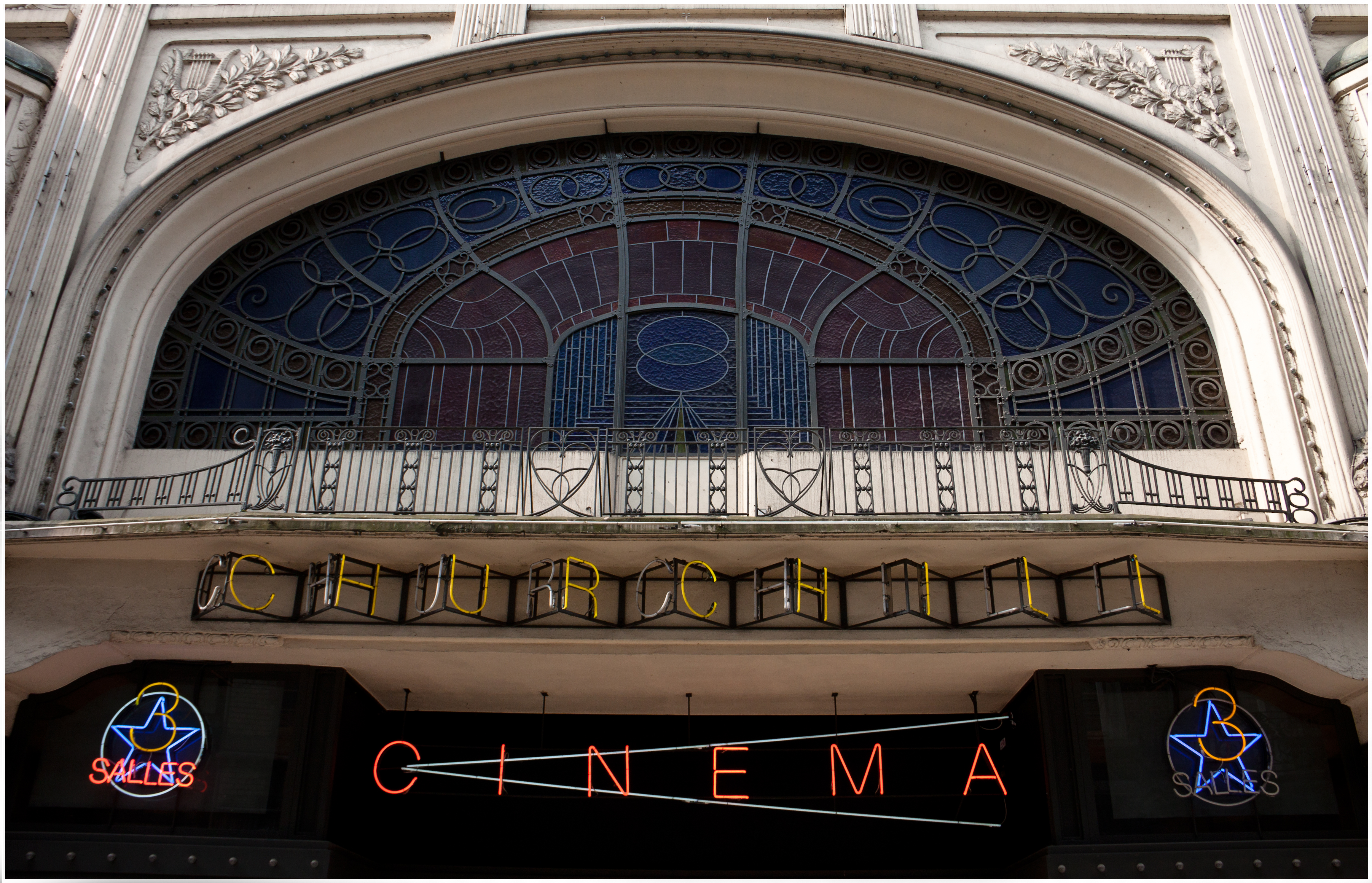
Le cinéma Le Churchill
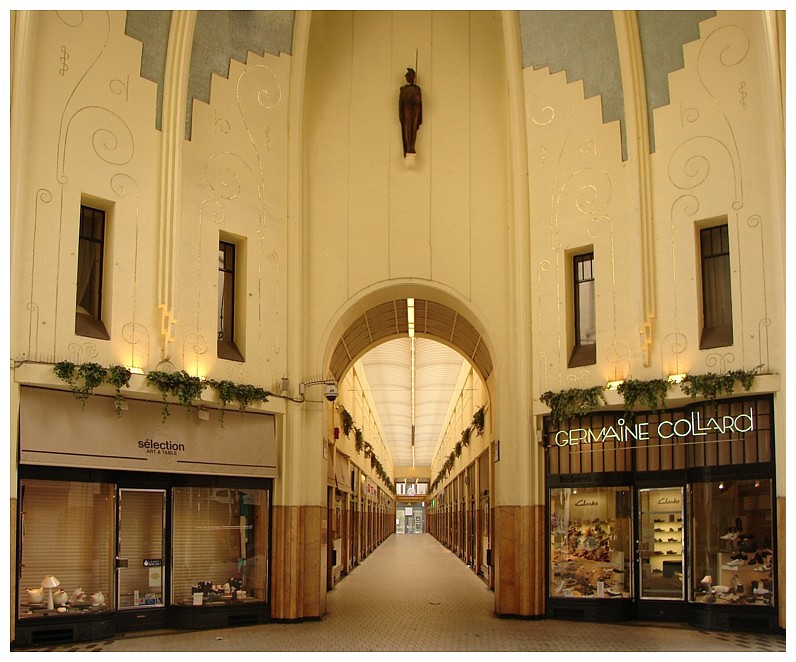
Passage Lemonnier
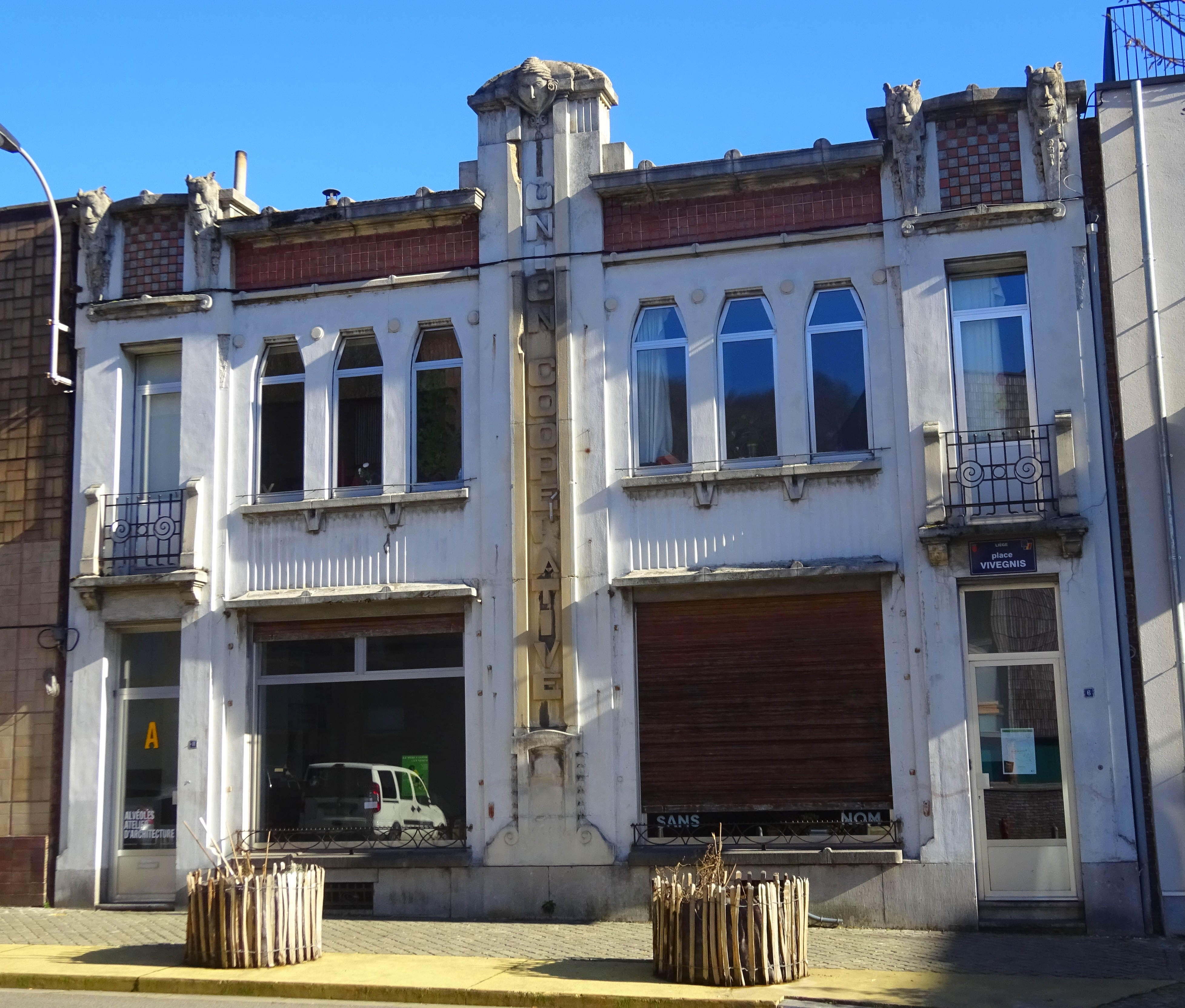
Place Vivegnis, 6-8
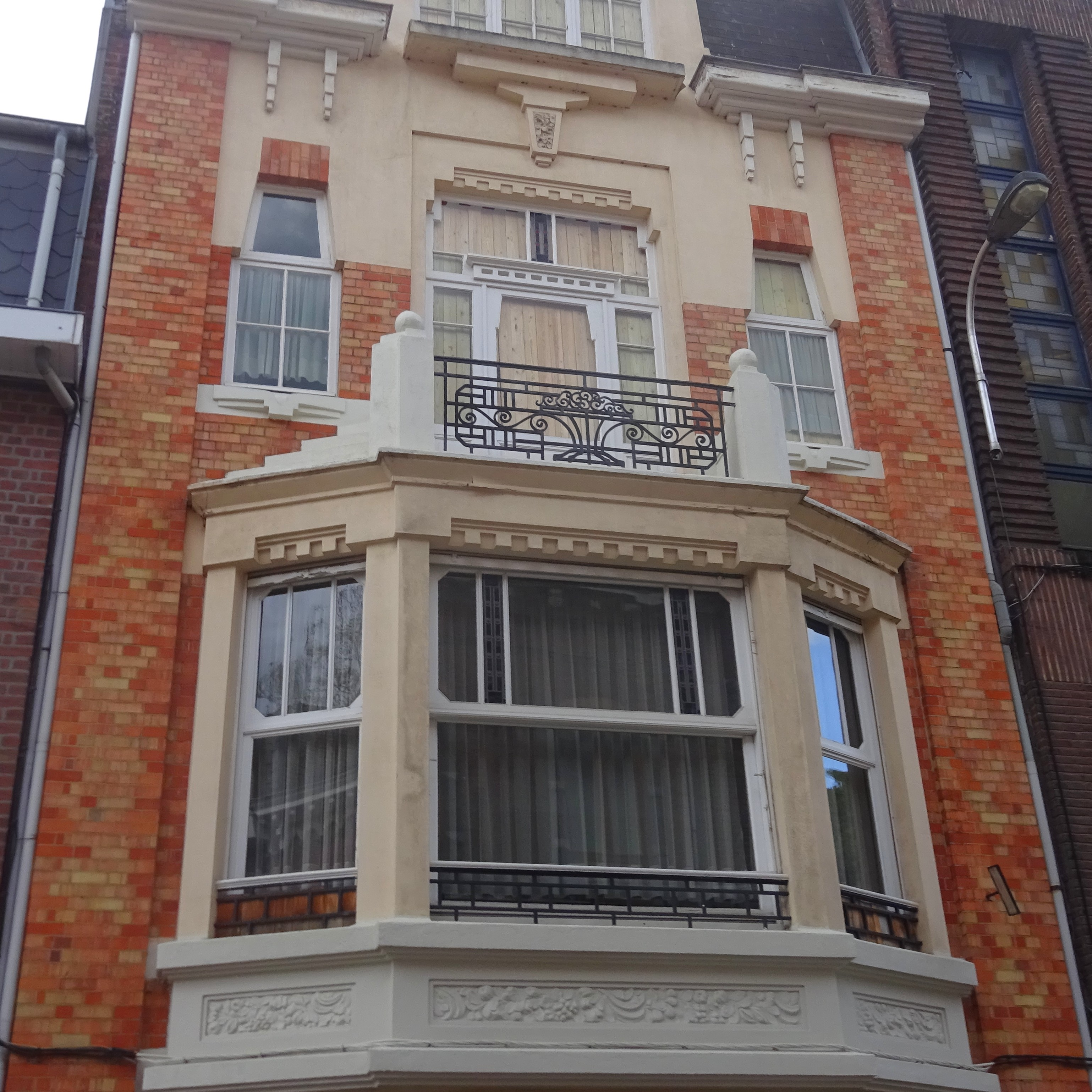
Rue Fond-Pirette, 169

### Quartier des Vennes
- Rue Adrien de Witte no 1, immeuble à appartements
- Rue de l'Amblève nos 1-3, immeuble à appartements
- Quai des Ardennes nos 42-43, immeuble à appartements
- Quai des Ardennes nos 63, 64, 68, 104, 112, 170 et 171
- Rue de Chaudfontaine nos 2, 8, 11, 21, 23 et 25
- Quai du Condroz nos 1 à 14
- Boulevard Émile de Laveleye nos 75, 82, 95, 97, 98, 99, 99A, 99B, 100, 133, 227 à 233
- Boulevard Émile de Laveleye nos 108 à 126, immeubles à appartements
- Boulevard Émile de Laveleye no 134 et Avenue Reine Élisabeth, immeuble de coin à appartements
- Quai Gloesener no 5, immeuble à appartements
- Rue de Londres nos 10, 11 et 18
- Avenue du Luxembourg nos 1 et 15, immeubles à appartements
- Avenue du Luxembourg no 92 et Boulevard Émile de Laveleye , immeuble de coin
- Quai Mativa nos 72 et 74
- Place des Nations unies nos 1 à 14, immeubles à appartements
- Rue de Paris nos 1 à 22
- Avenue Reine Élisabeth nos 2 et 13
- Rue Saint-Vincent nos 26 et 42
- Rue Stappers no 19
- Rue de Stavelot nos 2-4 et Avenue Reine Élisabeth, immeuble de coin à appartements
- Rue de Stavelot nos 17 et 19
- Rue des Vennes nos 157 et 204
- Rue de Verviers nos 25, 27, 33 et 37-39, , immeuble à appartements

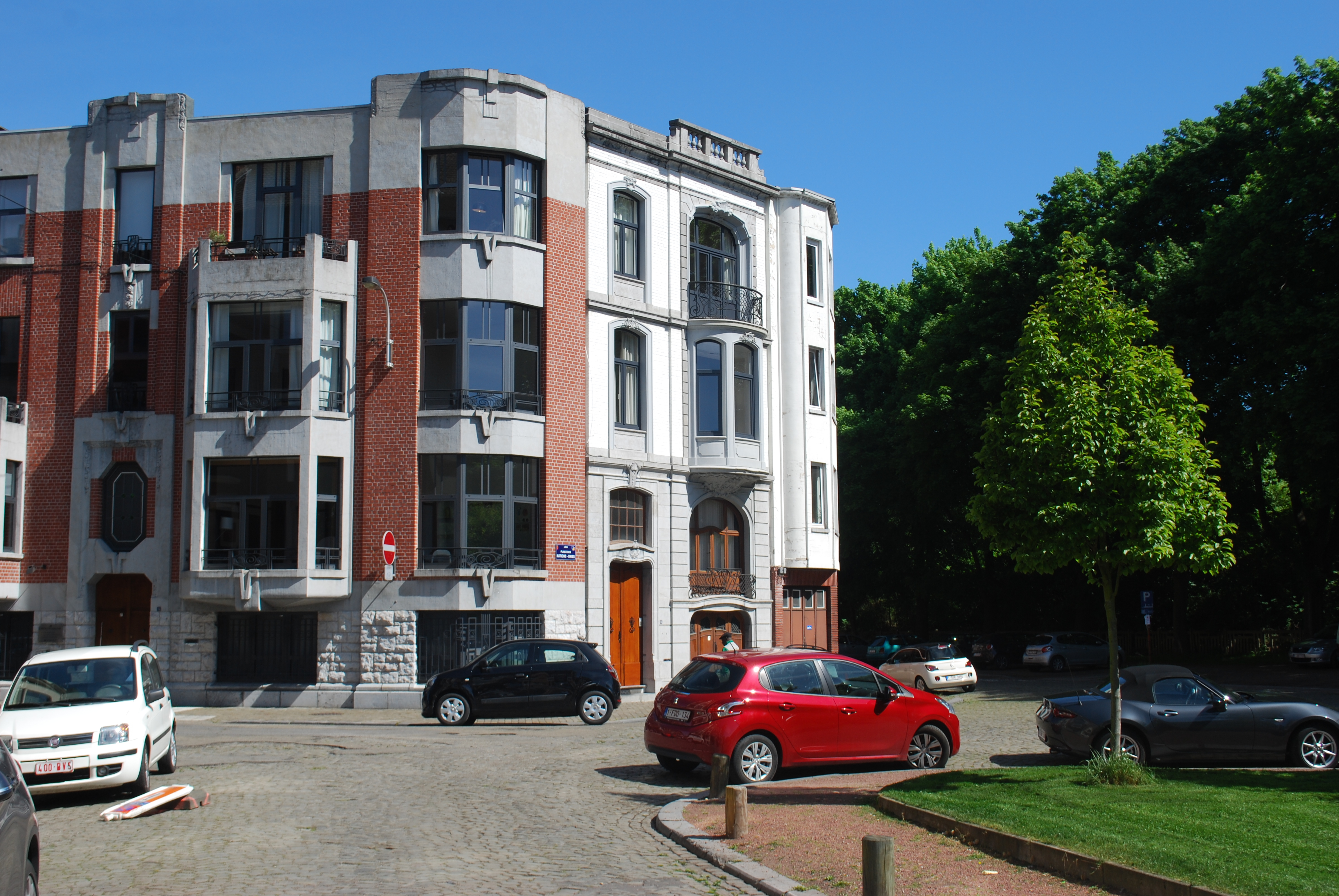
Place des Nations unies
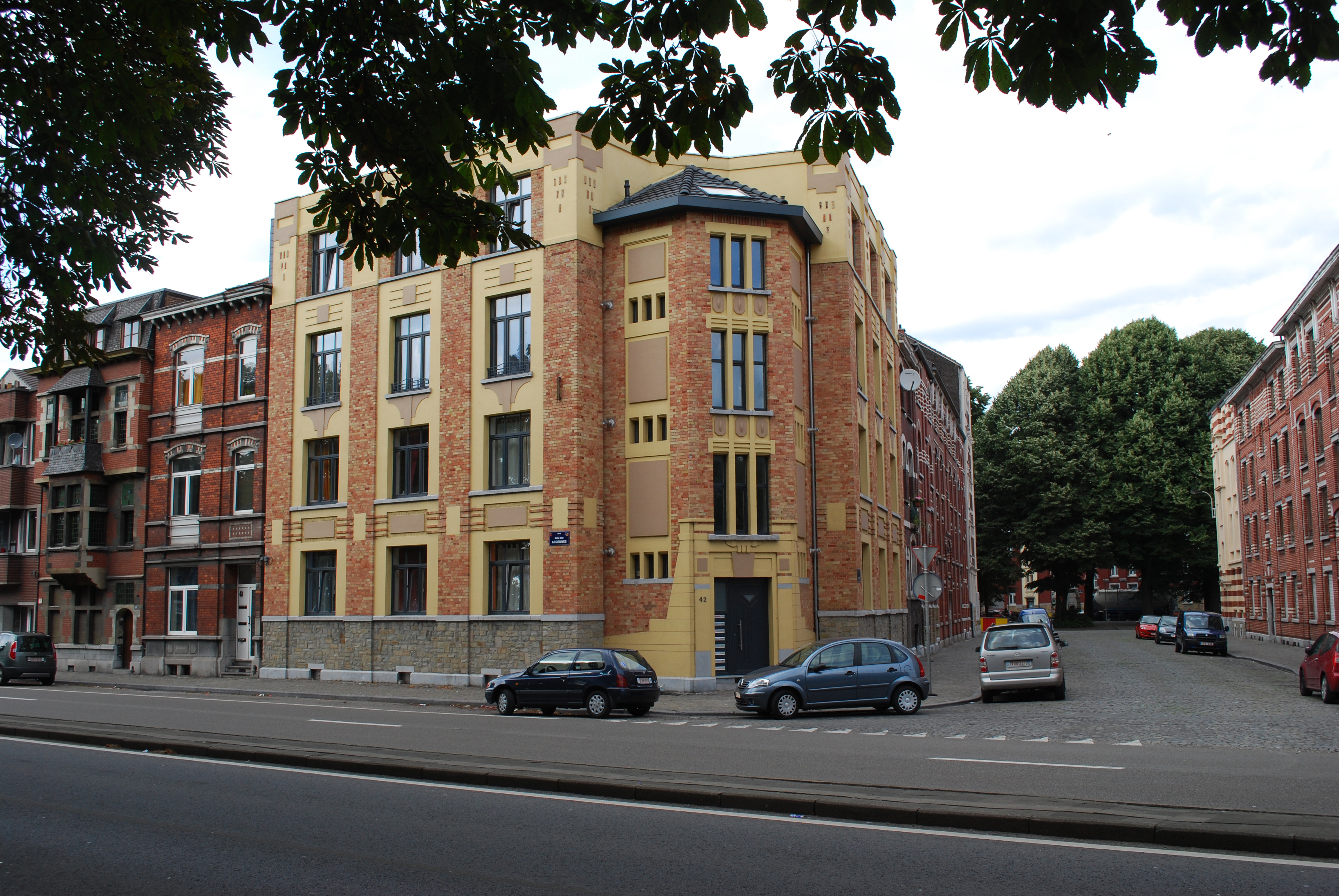
Quai des Ardennes, 42-43
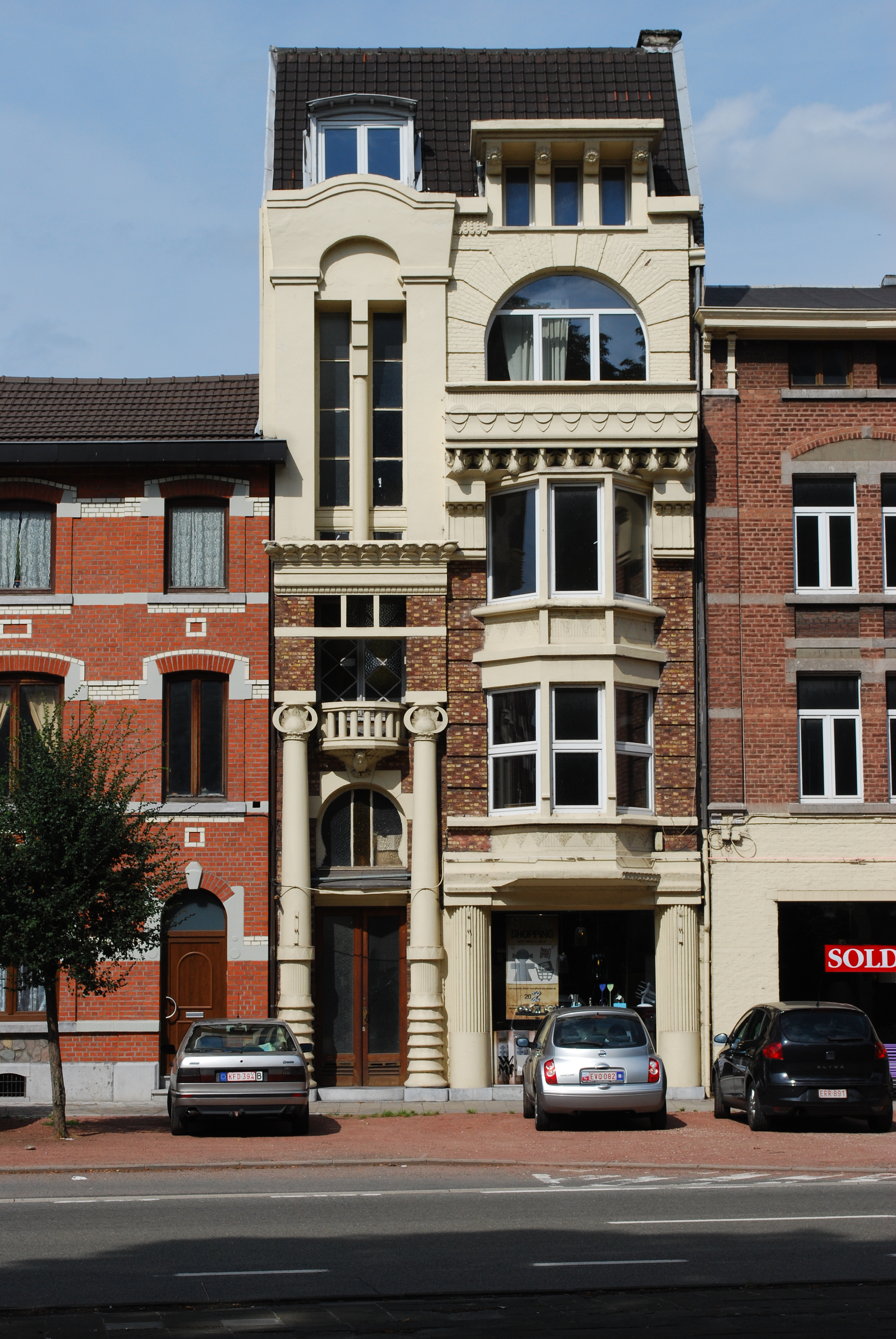
Quai des Ardennes, 68
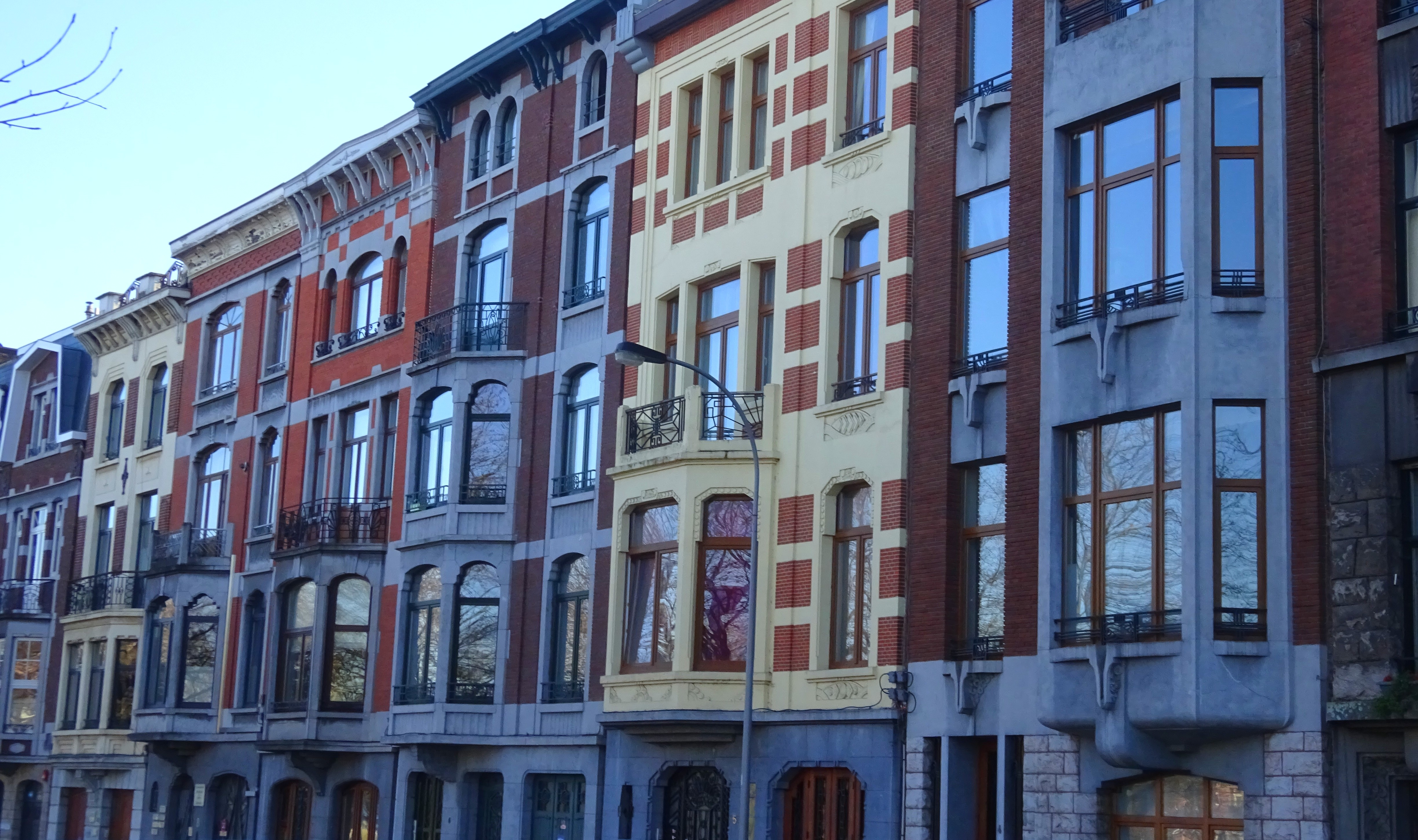
Quai du Condroz

### Outremeuse-Boverie
- Rue Adolphe Maréchal nos 1A/1B
- Quai du Barbou no 34
- Place du Congrès no 4 (1933)
- Rue des Bonnes-Villes nos 8, 56 et 68
- Quai de Gaulle no 23
- Quai de la Dérivation no 1 et place Théodore Gobert no 6, immeuble à appartements (café)
- Rue Dos-Fanchon no 6

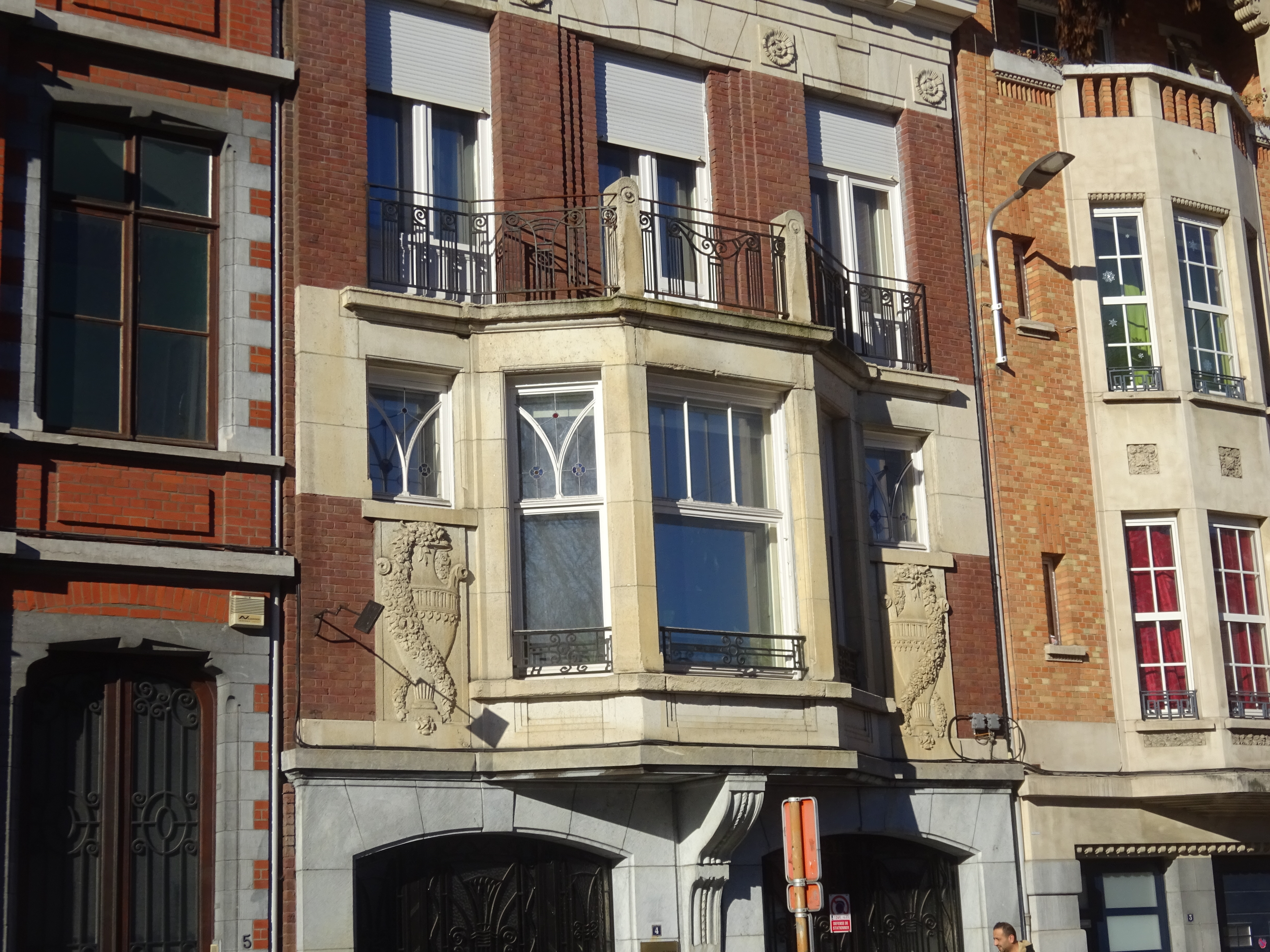
Boulevard de l'Est no 4
- Rue de la Justice nos 15/17
- Rue Léon Frédéricq no 29 et rue des Fories, immeuble de coin (hôtel)
- Quai Marcellis no 12
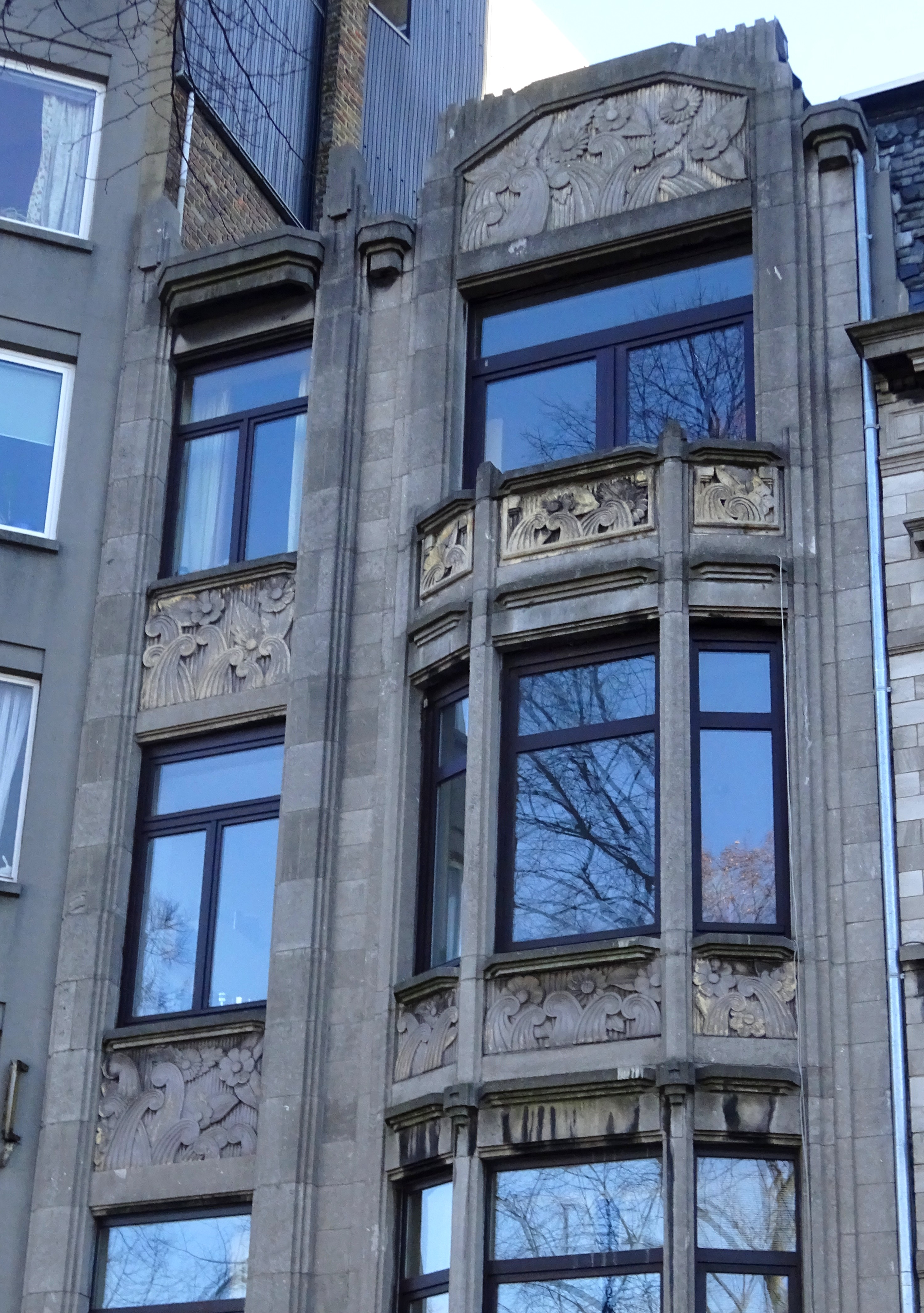
Quai de l'Ourthe nos 3, 12, 13, 14, 15, 17, 18, 19, 22, 23, 26 et 28
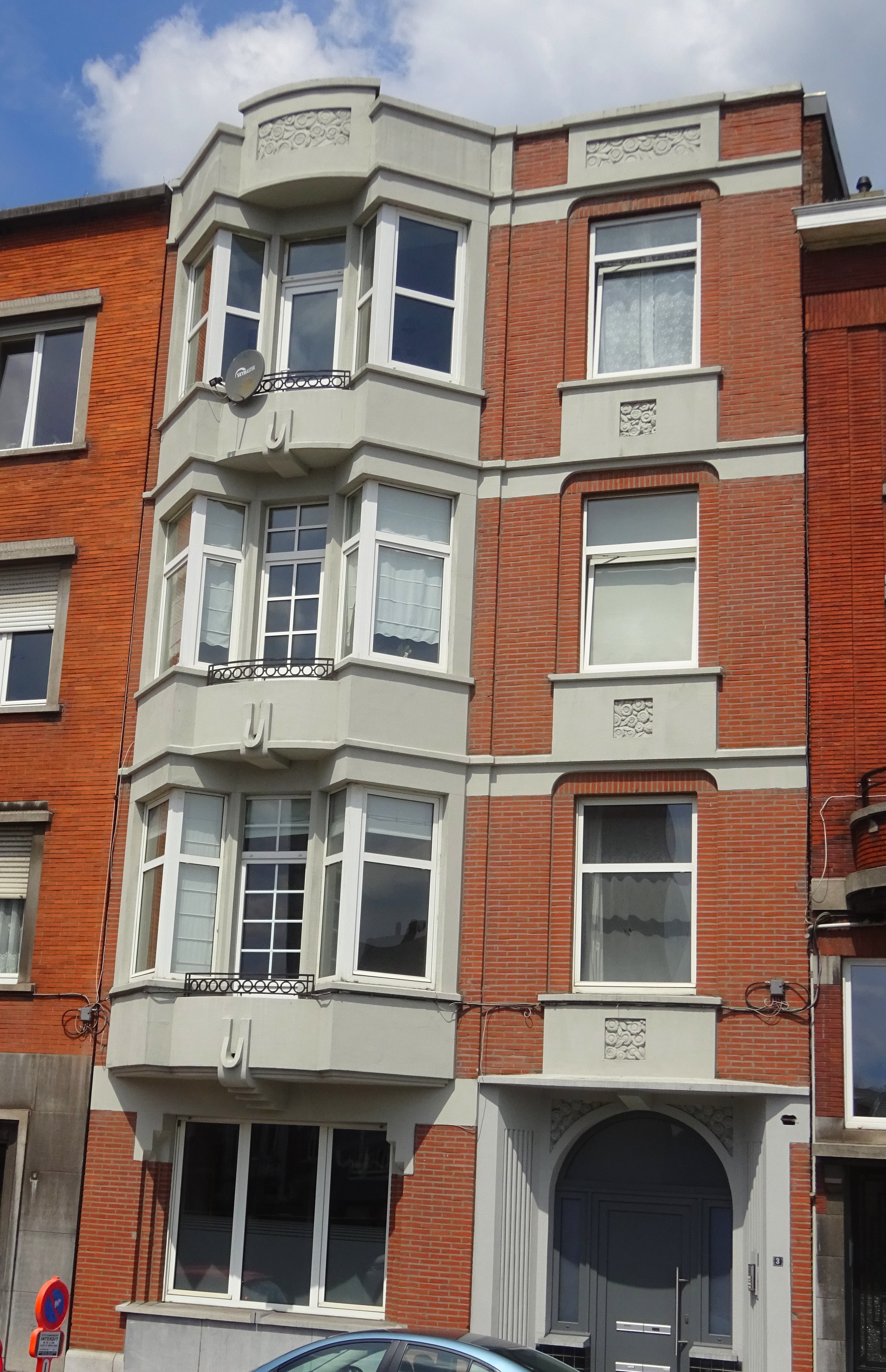
Quai de l'Ourthe, no 3

- Rue du Parc no 63
- Rue du Parlement no 16
- Rue Puits-en-Sock no 61
- Quai Sainte-Barbe no 20 (1930)

- Boulevard de l'Est no 4
- Quai de Gaulle no 23
- Quai de l'Ourthe, no 3

### Autres quartiers rive gauche
- Rue Ambiorix nos 87, 89, 91, 95, 97 et 99
- Rue Auguste Buisseret nos 29 et 31
- Rue Auguste Donnay nos 57, 103-105 et 130
- Rue Bois-l'Évêque no 11
- Rue des Buissons nos 54 à 60, 74 et 79
- Rue de Chestret no 12
- Rue des Églantiers no 24
- Rue de Fragnée no 39, 141 et 145
- Rue de Harlez nos 5, 7, 19, 29 et 45
- Rue Hézelon no 8
- Rue de Joie nos 49, 56, 58 (1927), 142, 144 et 150
- Rue du Laveu no 98
- Quai de Rome no 1, immeuble de coin à appartements Le Petit Paradis
- Rue Saint-Maur, tour du Mémorial Interallié (Cointe)  Patrimoine classé
- Rue de Sclessin no 52
- Rue de Serbie no 11
- Rue des Wallons nos 168, 177, 179 et 218

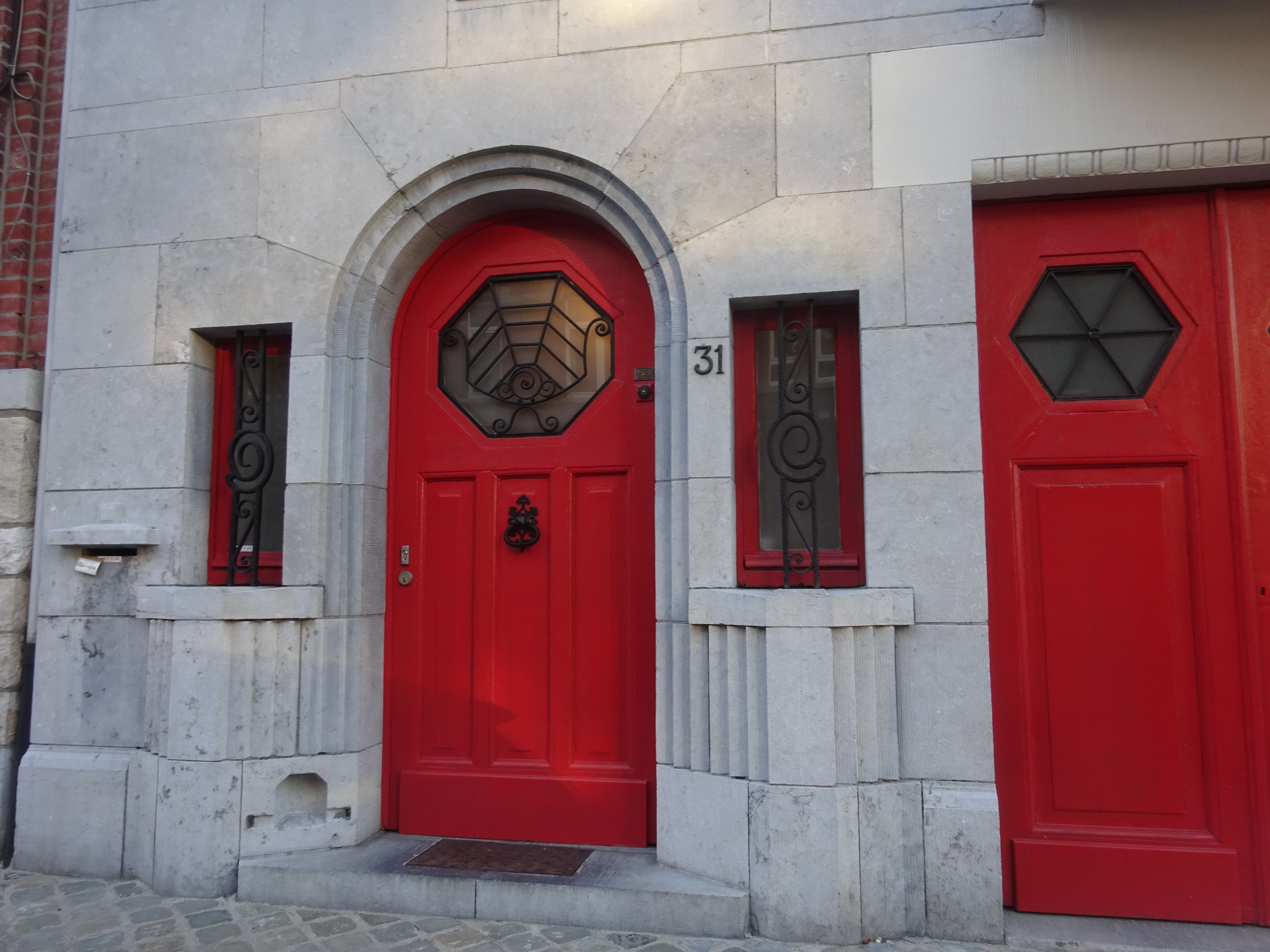
Rue Auguste Buisseret, 31
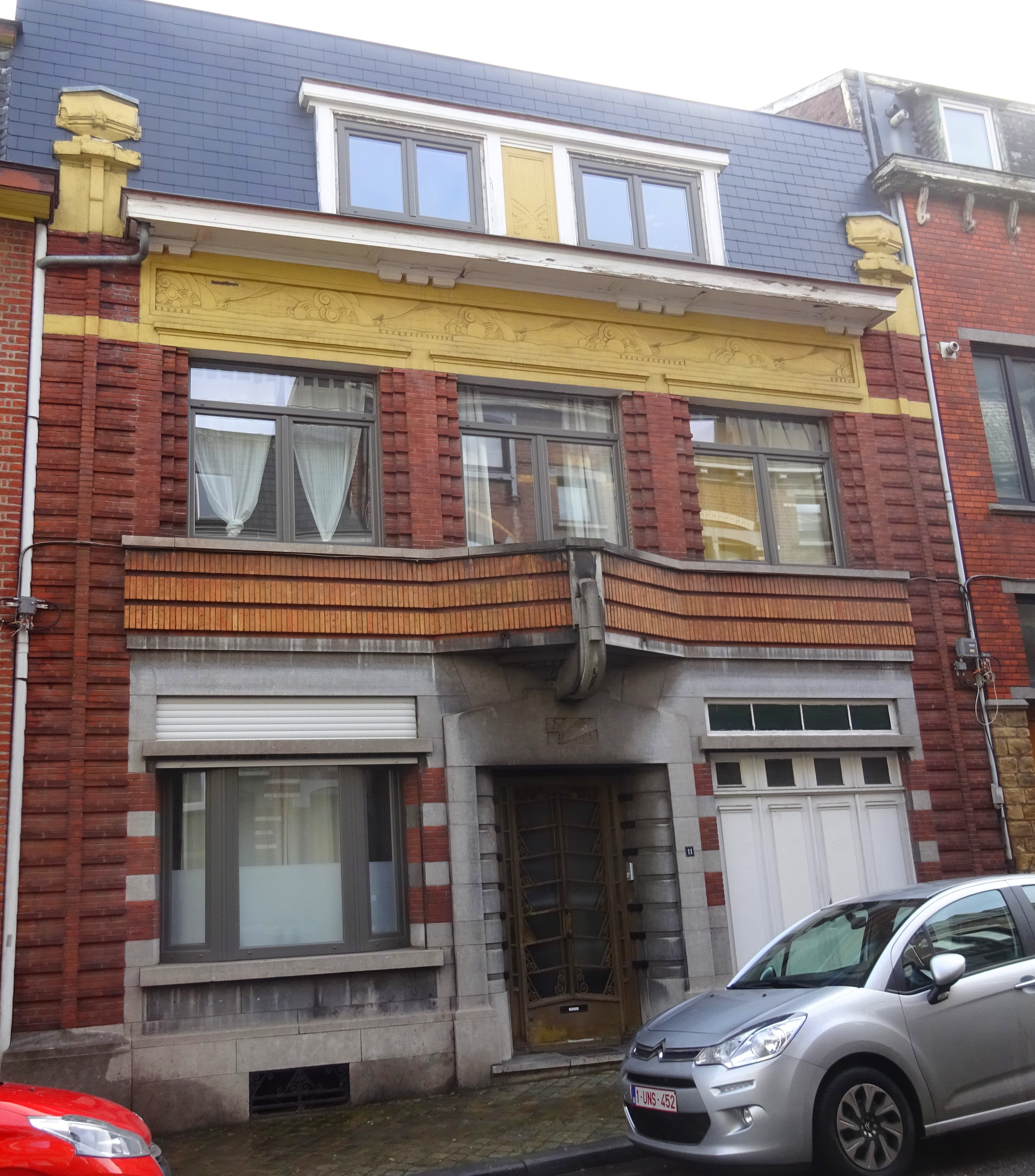
Rue Bois-l'Évêque, 11
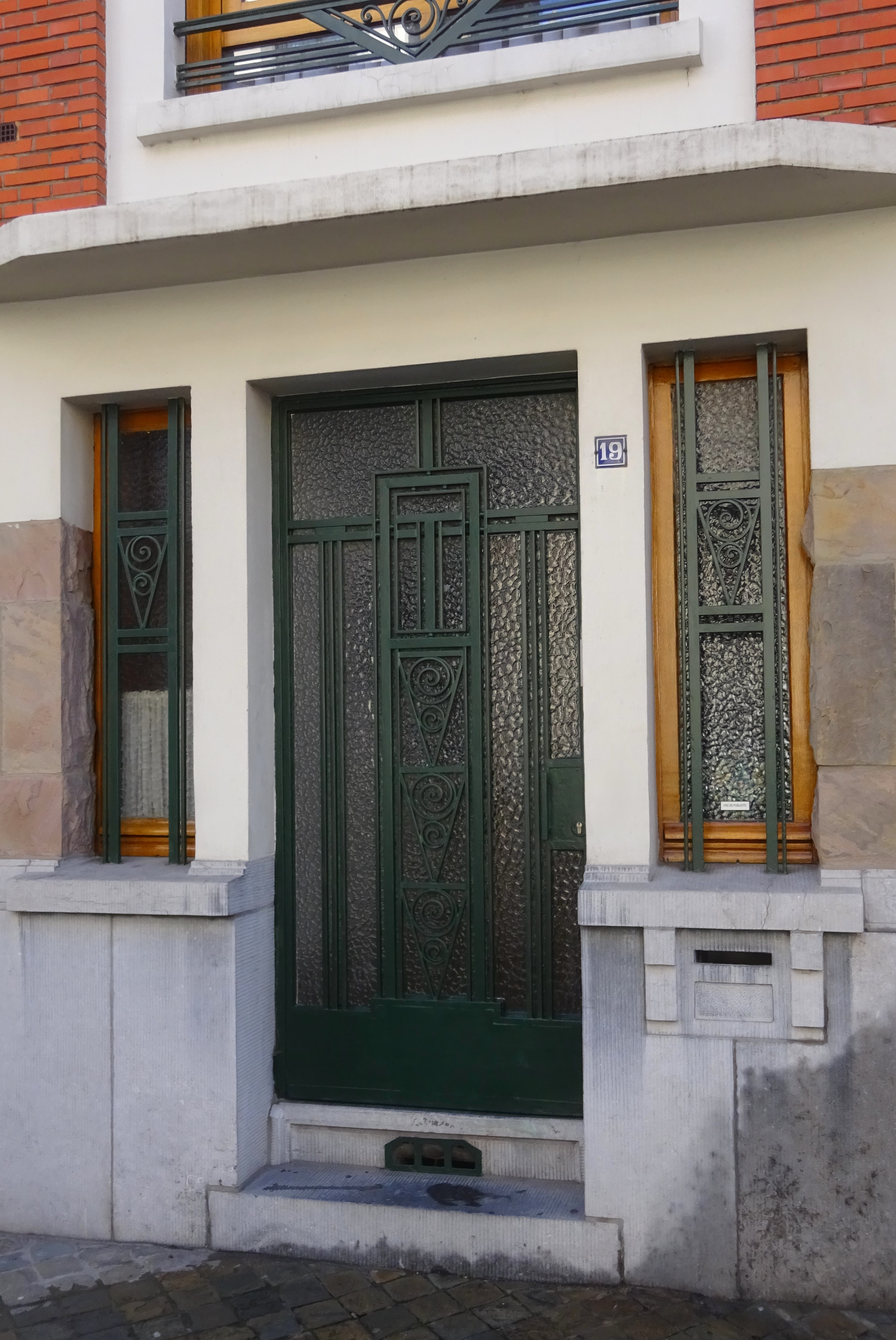
Rue de Harlez, 19
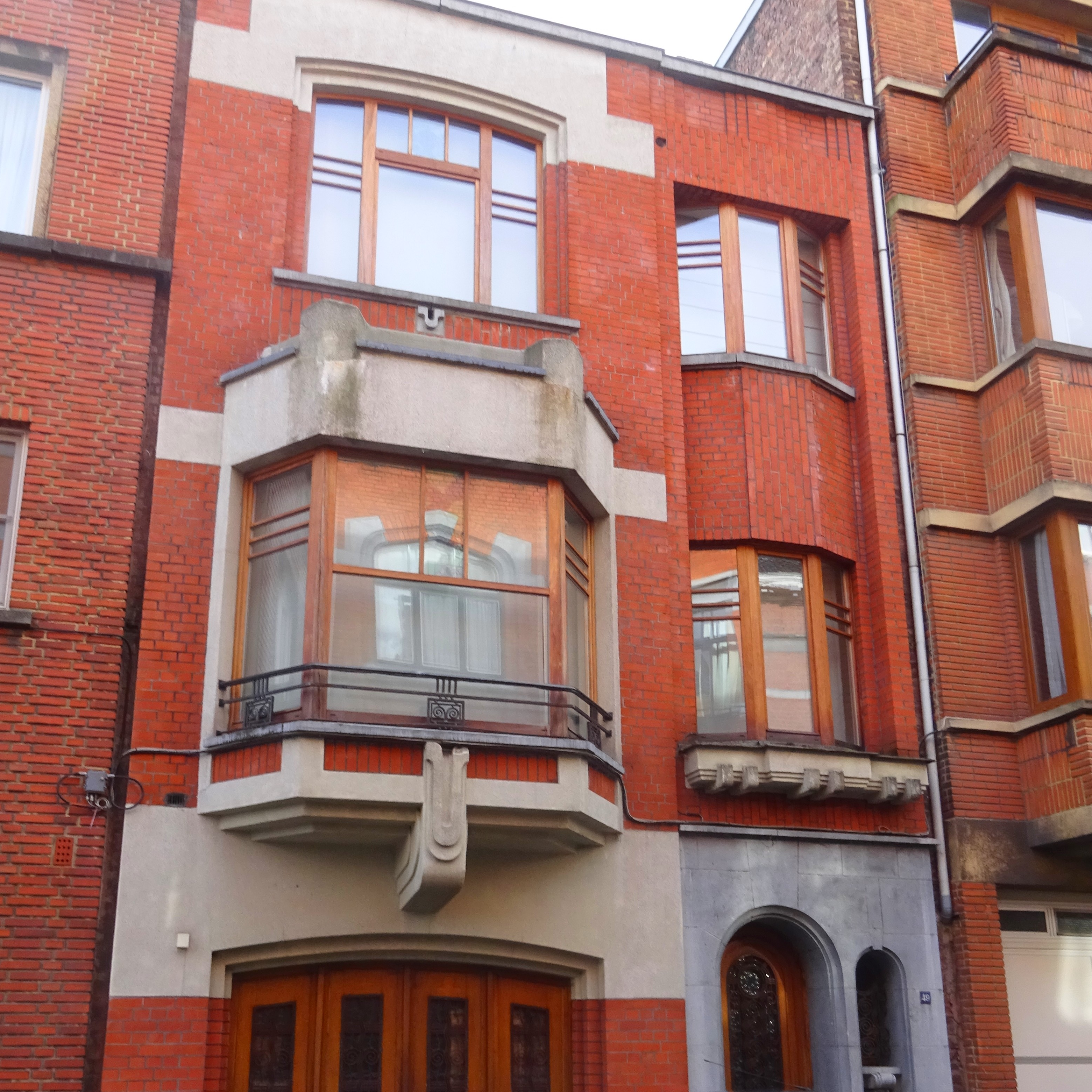
Rue de Joie, 49
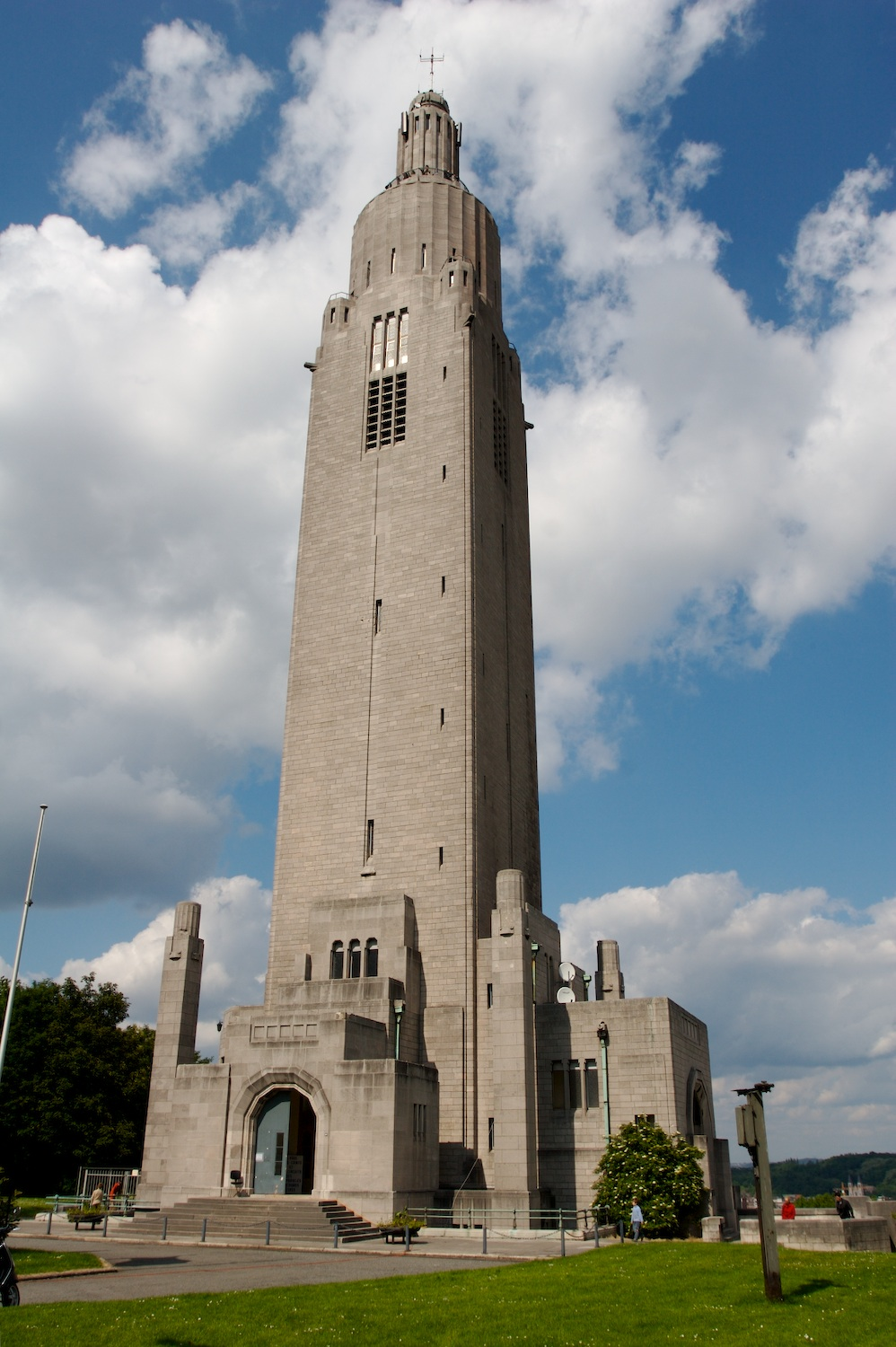
Tour du Mémorial Interallié

### Autres quartiers rive droite
- Rue d'Amercœur no 54 et rue des Prébendiers nos 1-3-5, immeuble de coin à appartements (1930)
- Rue Auguste Javaux no 46 (1932)
- Rue Frédéric Nyst nos 18-20
- Rue Lamarche no 43
- Rue Justin Lenders nos 33, 35, 37 et 91
- Quai de Longdoz no 19
- Rue des Maraîchers no 25
- Quai Orban no 52, immeuble à appartements
- Rue de Robermont nos 114 à 120, 150 à 154
- Rue Sous-l'Eau no 45
- Rue Villette no 26

### Autres sections
- Angleur :
  - Rue Ovide Decroly nos 3, 9, 11, 13, 40, 46, 69, 92, 102, 104, 106, 124, 133, 137
  - Rue Hector Denis no 36
  - Rue de la Résidence no 6
  - Rue Vaudrée no 87
  - Rue Jules Verne no 2
- Bressoux :
  - Rue de l'Armistice no 20
  - Rue de Porto no 29
  - Rue Raymond Geenen no 132
- Chênée :
  - Boulevard de l'Ourthe no 41
- Grivegnée :
  - Rue Belvaux no 157
  - Rue du Bastion no 29
  - Avenue des Coteaux nos 40 et 42
  - Avenue de Péville nos 194 à 202, 205 à 209, 213, 215, 273